# Акафист Екатерине Николаевне Карамзиной
Акафист Екатерине Николаевне Карамзиной («Земли достигнув наконец...»; прежнее название — «Акафист К. Н. К-ой») — стихотворение А. С. Пушкина, написанное в 1827 году в альбом Е. Н. Карамзиной ( маленький альбом в кожаном коричневом переплете - картонаже, с оклейкой обреза золотой бумагой; на крышках переплета - тисненый узор.) Автограф начинается на листе 43-м, а после знака переноса кончается на обороте предыдущего, 42-го листа. Альбом на 1916 год принадлежал Екатерине Петровне Клейнмихель ( 1843-1924), внучке историка Н.Карамзина.

В черновике есть датировка и место записи: 
31 июля 1827 Мих<айловское>, 
24 нояб.<ря 1827>
Адресат произведения — Екатерина Николаевна Карамзина (1809—1867), дочь историографа. Пушкин был частым гостем семьи Карамзиных, и дочь Николая Михайловича и Екатерины Андреевны дружески относилась к нему (сохранилось очень выразительное её письмо о пушкинской дуэли и смерти).
Известны несколько черновых вариантов стихотворения.